# Porzana albicollis
Porzana albicollis е вид птица от семейство Rallidae.

## Разпространение
Видът е разпространен в Аржентина, Боливия, Бразилия, Венецуела, Гвиана, Колумбия, Парагвай, Перу, Суринам, Тринидад и Тобаго и Френска Гвиана.